# Antonio Camaur
Antonio Camaur (Cormons, 3 agosto 1875 – Cormons, 4 ottobre 1919) è stato uno scultore e pittore italiano.

## Biografia
Formatosi all'Accademia di Vienna, ha esposto a partire dalla fine dell'Ottocento, partecipando alle edizioni del 1905, 1909, 1910, 1914, 1920 della Biennali veneziane. 
Durante la sua permanenza a Trieste, strinse amicizia con il pittore triestino Piero Marussig. Nel 1913 gli nacque l'unica sua figlia, Laura, divenuta attrice e nota con lo pseudonimo di Laura Solari.
Insegnò scultura a Trieste ed affiancò alla principale attività di scultore, quella di pittore, che svolse secondo i modi post-impressionisti e secessionisti.